# Routledge

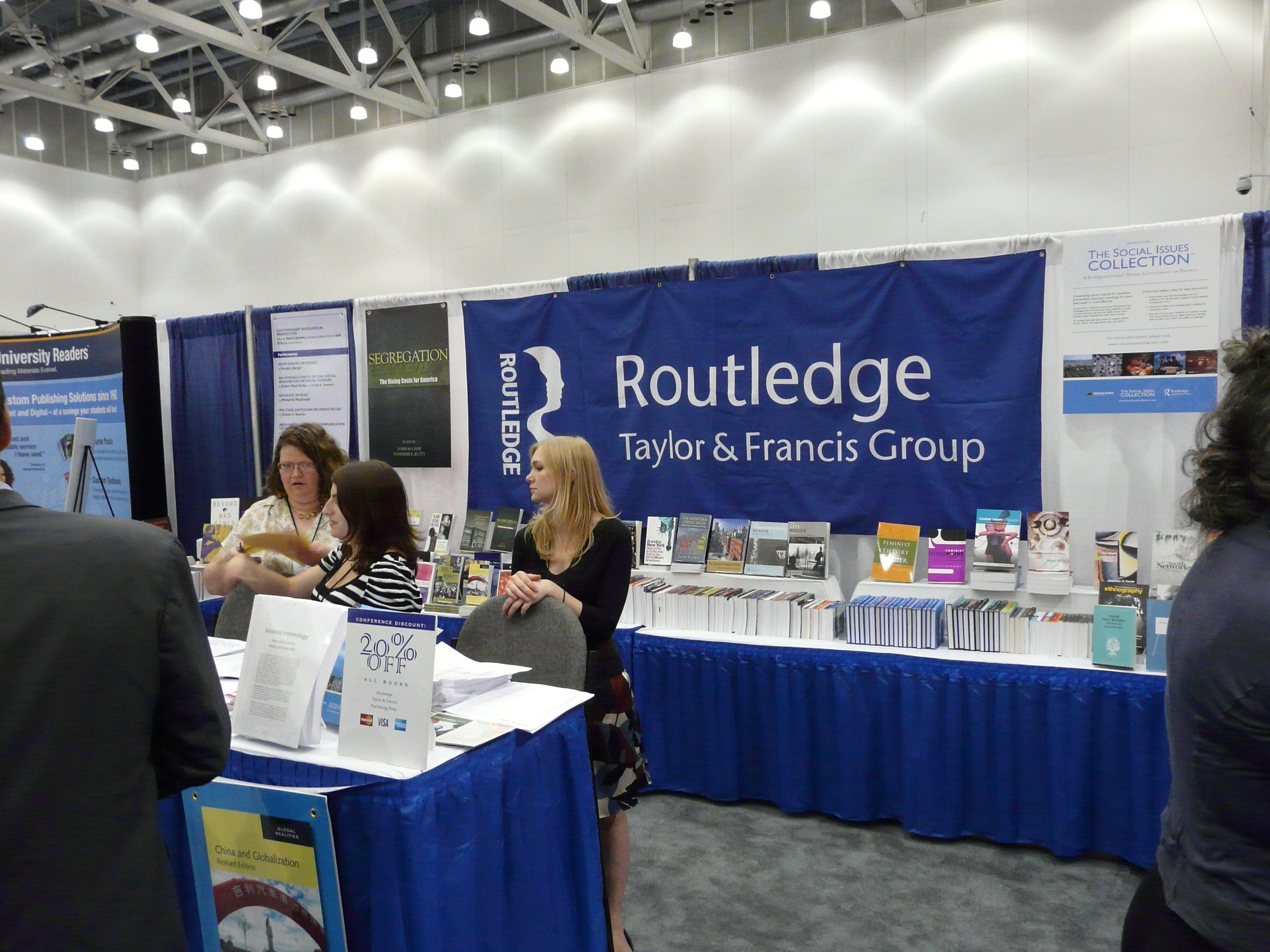
Standul Routledge la o conferință din 2008

Routledge (/ˈraʊtlɪdʒ/) este o editură multinațională britanică. Ea a fost fondată în anul 1836 de către George Routledge și este specializat în publicarea de cărți și reviste academice în domeniile științelor umaniste, științelor comportamentale, științelor educaționale, științelor juridice și științelor sociale. 
Compania publică aproximativ 1.800 de reviste și 5.000 de cărți noi în fiecare an și lista publicațiilor ei cuprinde peste 70.000 de titluri. Routledge este considerată a fi cea mai mare editură academică la nivel mondial în ceea ce privește științelele umaniste și sociale.
În 1998, Routledge a devenit o subdiviziune și marcă a fostului ei rival, Taylor & Francis Group (T&F), ca urmare a achiziției pentru 90 de milioane de lire sterline a companiei Cinven, un grup financiar care o achiziționase cu doi ani înainte pentru 25 de milioane de lire sterline. În urma fuziunii între Informa și T&F în 2004, Routledge a devenit o editură majoră a diviziei editoriale academice a companiei Informa. Routledge are sediul principal în clădirea T&F din Milton Park, Abingdon, Oxfordshire și, de asemenea, are birouri la nivel global, inclusiv la Philadelphia, Melbourne, New Delhi, Singapore și Beijing.

## Istoric
Firma datează din 1836, când librarul londonez George Routledge a publicat un ghid fără succes public, The Beauties of Gilsland, asistat de cumnatul său W H (William Henry) Warne. În 1848 cei doi au intrat pe piața în plină expansiune prin vânzarea unor cărți ieftine persoanelor care călătoreau cu trenul, în stilul cărților publicate de familia germană Tauchnitz, care deveniseră cunoscute sub numele de „Biblioteca Feroviară”.
Proiectul a avut succes pe măsură ce căile ferate se extindeau și l-a determinat în cele din urmă pe Routledge, împreună cu fratele lui W H Warne, Frederick Warne, să fondeze compania George Routledge & Co. în 1851.
În anul următor, 1852, compania a devenit o afacere profitabilă prin vânzare reeditărilor romanului Coliba unchiului Tom (aflată în domeniul public în Marea Britanie), ceea ce i-a permis să fie în măsură să plătească autorului Edward Bulwer-Lytton suma de 20.000 de lire sterline pentru permisiunea publicării timp de 10 ani a tuturor celor 35 de lucrări ale sale, inclusiv ca 19 dintre romanele sale să fie vândute mai ieftin, ca parte a seriei „Biblioteca Feroviară”.

Compania a fost reorganizată în 1858 ca Routledge, Warne & Routledge atunci când fiul lui George Routledge, Robert Warne Routledge, a intrat în parteneriat. În cele din urmă, Frederick Warne a părăsit compania, după moartea fratelui său, W. H. Warne, în mai 1859 (a murit la vârsta de 37 de ani). Obținând drepturile de publicare pentru unele titluri, el a fondat Frederick Warne & Co în 1865, care a devenit cunoscută pentru publicarea cărților Beatrix Potter. În iulie 1865, George Routledge, fiul lui Edmund Routledge, a devenit partener, iar firma a devenit George Routledge & Sons.
Prin 1899 compania era aproape de faliment. După o restructurare de succes realizată în 1902 de către omul de știință Sir William Crookes, bancherul Arthur Ellis Franklin, William Swan Sonnenschein ca director executiv și alții, ea a reușit să-și revină financiar și a început să cumpere și să fuzioneze cu alte edituri, inclusiv J. C. Nimmo Ltd. în 1903. În 1912, compania a preluat administrația companiei Kegan Paul, Trench, Trübner & Co., descendentă a companiilor fondate de Charles Kegan Paul, Alexander Chenevix Trench, Nicholas Trübner și George Redway.

## Autori
Routledge a publicat lucrări ale multor gânditori și oameni de știință importanți din ultima sută de ani, inclusiv Adorno, Bohm, Butler, Derrida, Einstein, Foucault, Freud, Hayek, Jung, Levi-Strauss, McLuhan, Marcuse, Popper, Russell, Sartre și Wittgenstein. Lucrările republicate ale acestor autori au apărut ca parte a colecțiilor Routledge Classics și Routledge Great Minds. Concurenții colecțiilor sunt Radical Thinkers a companiei Verso Books, Penguin Classics și Oxford World's Classics.